# Akupunktur

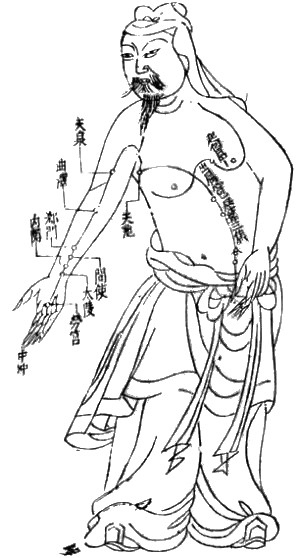
Akupunkturschema från Mingdynastin.

Akupunktur (av latinets acus, ’nål’, och punctura, ’stick’) är en form av alternativmedicin där tunna nålar sticks in på utvalda ställen i kroppen. Syftet är främst smärtlindring men behandlingen påstås ibland även verka mot andra åkommor.
Behandling är central inom traditionell kinesisk medicin men har inte klarat rigorösa vetenskapliga studier och kategoriseras därför som pseudovetenskap. En del studier har påvisat positiva resultat i form av upplevd smärtlindring vid vissa åkommor, men det är oklart om effekten är större än  placebo.

## Historia
Akupunktur tillsammans med moxibustion utgör några av de äldsta behandlingsformerna inom traditionell kinesisk medicin. Vanligtvis anges att akupunktur härstammar från Kina, men det finns olika uppfattningar om dess ursprung. Exempelvis hävdar vissa forskare att ismannen Ötzis tatueringar tyder på akupunkturmetoder äldre än de kinesiska. Det äldsta kända dokumentet som beskriver en organiserad akupunkturteknik är Huangdi Neijings Gula kejsarens klassiker om internmedicin (The Yellow Emperor's Classic of Internal Medicine) från cirka 100 f.Kr. Guld- och silvernålar funna i prins Liu Shengs grav från cirka 100 f.Kr brukar ses som det äldsta arkeologiska fyndet av akupunktur, men det är oklart om nålarna användes i detta syfte.

## Teori
Akupunktur är starkt knuten till metafysiska föreställningar inom gammal kinesisk filosofi - dualismen mellan de så kallade energityperna yin och yang, och läran om de fem elementen (eld, jord, metall, vatten och trä). Sjukdom och ohälsa anses uppstå genom obalans mellan dessa "element" i kroppen och mellan yin och yang.
Moderna medicinska försök till förklaringar till akupunkturens smärtstillande och lugnande effekt är bland annat att nålsticken aktiverar kroppens produktion av opioider och/eller blockerar smärtimpulser till det centrala nervsystemet.

## Forskning
Akupunktur är en pseudovetenskaplig behandlingsmetod, men några metastudier hävdar att det finns belägg för att akupunktur är effektivt mot illamående och kräkningar efter operationer, kemoterapi och i samband med graviditet, samt vid kroniska ryggsmärtor.
År 2006 angavs i en svensk systematisk litteraturöversikt följande: Vid långvarig ländryggssmärta ger västerländsk akupunktur i vissa fall bättre smärtlindrande effekt än placebo (Evidensgrad 1). Det finns visst vetenskapligt underlag för att akupunktur har smärtlindrande effekt jämförbar med annan behandling vid ländryggssmärta, vid tennisarmbåge och vid nack-/skulder-smärta (Evidensgrad 1).
Slutsatsen i en metastudie 2006 var att "They (systematic reviews) provide no robust evidence that acupuncture works for any indication".
Vid en stor internationell undersökning, gjord av Centrum för komplementärmedicinsk forskning vid Tekniska universitetet i München, omfattande 6 700 patienter från bland annat Sverige, Tyskland, Storbritannien, Italien, Frankrike och Brasilien, kom man fram till att akupunktur hjälper vid spänningshuvudvärk och migrän, men att effekten inte har med akupukturen i sig att göra: "Studierna visar att det spelar ingen roll var nålarna sätts på kroppen eller om falska akupunkturnålar används. Resultatet blev ungefär detsamma för både falsk och äkta behandling." Enligt bland annat forskaren Klaus Linde beror resultaten helt på placeboeffekten.
Ett antal studier, däribland en omfattande studie av akupunkturanvändning vid kliniker i Storbritannien, visar att risken för biverkningar och skador vid akupunkturbehandling inte är försumbar. De flesta biverkningarna är milda, men allvarliga skador som till exempel lungpunktering förekommer också.

## Användning i Sverige
Akupunktur utövas på två sätt i Sverige:
1. Av akupunktörer med minst 3 års utbildning i kinesisk medicin samt utbildning i grundläggande västerländsk medicin. Många av dessa är medlemmar i Svenska Akupunkturförbundet, och är den akupunkturform som läkare i de flesta andra länder till exempel Frankrike och Tyskland, måste lära sig för att utöva akupunktur. Akupunktörer anser ofta att den "svenska akupunkturen" inom skolmedicinen, som man lär sig på några veckor, sprider ett dåligt rykte för akupunktur, ungefär som kirurgiska ingrepp efter några få veckors utbildning i kirurgi skulle göra för kirurgin.[källa behövs]
2. Av vissa yrken av Socialstyrelsen legitimerad personal; läkare, sjukgymnaster och barnmorskor framförallt, och vid behandling av smärta, mobilitets-problem och illamående. Den akupunktur som praktiseras av dessa är framtagen i Sverige och betraktas som accepterad skol-medicinsk behandling. Sjukgymnaster är ofta utbildade inom västerländsk akupunktur. Behandlingar av andra tillstånd räknas som alternativmedicin och får inte utföras av legitimerad vårdpersonal.[källa behövs]

Akupunktur kan vara olämpligt för vissa patienter, exempelvis vid blödarsjuka.

## Varianter
Varianter av akupunktur är:
- Akupressur där retningen av akupunkturpunkterna sker genom att tryck appliceras på dem, istället för nålstick.[24]
- El-akupunktur där retningen av nålsticket förstärks genom svagström i nålen.[24]
- Öronakupunktur (auriculoterapi) där endast ytterörat används för nålsticken. Kroppens olika delar anses finnas representerade med olika punkter på ytterörat.[24]